# Francisca Rius i Sanuy
Francisca Rius i Sanuy (Barcelona, 13 de desembre de 1891- 24 d'octubre de 1967) va ser una dibuixant, pintora i il·lustradora. Durant la guerra civil espanyola va escriure un dietari titulat Diari íntim.

## Formació
Filla de Josep Rius i Giralt i Joaquima Sanuy i Garriga, naturals de Barcelona, va néixer al barri de la Ribera, de Barcelona, la segona de tres germans. Interessada en el dibuix i la pintura, va cursar els seus estudis entre 1907 i 1914 a l'Escola Superior d'Arts i Oficis i Belles Arts de Barcelona, anomenada popularment Escola de la Llotja, on va ser alumna entre d'altres, de Feliu Mestres, Fontrodona, Rodríguez Codolà, Vicent Climent, Josep Calvo Verdonces i Manuel Vega March.
Els anys 1910 i 1912 obtingué premi en Dibuix Artístic; el 1910 participà en l'exposició «Retrats i dibuixos antics i moderns», que tingué lloc al Palau de les Belles Arts de Barcelona, amb el quadre Arc de Sant Francesc. Igualment, figura entre els participants de la VI Exposició Internacional d'Art que el 1911 es va fer també al Palau de Belles Arts, en la qual va presentar un exlibris a la ploma. El mateix any participà en l'Exposició Nacional d'Arts Decoratives celebrada a Madrid, i el 1913 hi obtingué una menció honorífica. El 1914 i 1915 guanyà la Medalla de Plata, en la disciplina de Composició decorativa, atorgada per l'Acadèmia Provincial de Belles Arts i el premi extraordinari pels treballs de pintura decorativa que l'Ajuntament concedia a l'Escola de Belles Arts.

## Activitat professional
Fou professora de l'Escola d'Estiu organitzada per la Diputació Provincial l'any 1914, que, dirigida per Eladi Homs, seguia el Mètode Montessori; portà la direcció artística dels treballs del Patronat d'Obreres de l'Agulla –fundat per Dolors Monserdà–, i a La Llar (Escola de la Dona i Residència d'estudiants, fundada per Carme Karr), com a professora d'art decoratiu i ornamental durant el curs 1914-1915. Amb aquesta formació i activitat tan prometedora, la revista Feminal li dedicà un reportatge a l'octubre de 1914. Anys abans, Francisca Rius havia sol·licitat col·laborar en la revista però com que no tenia encara prou formació se li havia denegat.
L'any 1920 va ingressar a l'Institut de Cultura i Biblioteca Popular de la Dona, dirigit per Francesca Bonnemaison, on treballaria fins al 1936, i encara fins al gener de 1939. L'estiu de 1927 la família es traslladà a viure al barri de Gràcia de Barcelona –al carrer de Milà i Fontanals-, que ja seria el seu estatge definitiu. Després de la guerra ja no va poder tornar a treballar en les seves feines anteriors, ocupades per personal falangista.

## ElDiari íntim
Havia contret matrimoni el 23 d'abril de 1916 amb el dibuixant Josep Ribot i Calpe, que també treballava com a professor a l'Escola de Llotja; van tenir quatre fills: Jordi, Núria, Rafel i Roser.
Durant la guerra civil va escriure un llibre de memòries. Quan el seu fill gran s'havia d'incorporar a l'exèrcit, a finals de 1937, destinat a la 54a Brigada Mixta al front de Sierra Nevada, Francisca Rius inicià el seu dietari, el Diari íntim, amb la intenció de mantenir-se vinculada al fill absent i d'oferir-li un agafador que el mantingués unit a la família.
Així, en els fulls del dietari que li trametia per correu de manera regular, li explicava les activitats quotidianes de tothom i, de retruc, hi referia les formes de vida a la ciutat de Barcelona durant la guerra: les restriccions, les cues, la misèria i els sofriments de les famílies. Malgrat que les trameses arribaren a interrompre's, Francisca Rius, conscient del valor i de la veracitat del text, continuà escrivint, perquè «aquestes memòries resulten més verídiques que les notícies que porta la premsa i que no diuen res de veritat».
El Diari íntim abraça el període que va des del gener de 1938 fins al maig de 1939 i recull els estats d'ànim de l'autora i totes les vicissituds que es viuen al seu entorn. Aquest diari de guerra, que porta el subtítol La vida quotidiana a la rereguarda, transcendí l'àmbit familiar i ha esdevingut un relat de la vida a la ciutat sota l'embat de la guerra i un document històric.

## Obra
- Rius i Sanuy, Francisca. Diari Íntim. La vida quotidiana a la rereguarda. Barcelona, 1938 i 1939.  Barcelona: Publicacions de l'Abadia de Montserrat, 2009. ISBN 9788498831962.